# Lindsey Balkwill

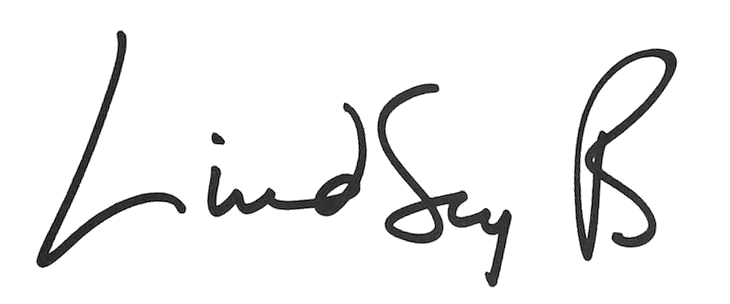
Eine Signatur von Lindsey Balkwill

Lindsey Balkwill (* im 20. Jahrhundert) ist eine britische Bildhauerin und Entwerferin von Schaufensterpuppen. Ihre Marke Lindsey B erlangte Mitte der 1980er Jahre internationale Bekanntheit.

## Leben und Werk
Balkwill machte eine Ausbildung in Grafikdesign an der St. Martins School of Art in London. Eine zufällige Begegnung mit John Taylor, dem leitenden Bildhauer bei Adel Rootstein Mannequins, einer führenden Design-Firma für Schaufensterpuppen, inspirierte Balkwill zu plastischem Design. Sie arbeitete zehn Jahre lang mit Taylor zusammen und experimentierte in dieser Zeit mit Techniken und Materialien.
1983 gründete sie die Firma Lindsey B, für die sie eine Reihe von dekorativen Keramik-, Gips- und Kunstharzskulpturen entwarf, viele davon in einem Stilmix angelehnt an Kubismus und Art déco, oft mit den für die 1980er Jahre typischen breiten Schultern. Sie zeigte ihre Kollektion in London und New York, anschließend in großen Städten Europas und der Vereinigten Staaten von Amerika, wonach die ihre Arbeiten weltweit vertrieb. Neben ihren dekorativen Arbeiten entwickelte Balkwill eine Reihe von ornamentalen Figuren für kommerzielle Räume und Displays, daneben übernahm sie Projekte für kreative Werbung sowie Film und Theater.
Balkwill modellierte ihre Stücke in ihrer Werkstatt im Londoner Stadtteil Fulham. Jedes Stück wurde bei Lindsey B von Hand gefertigt und in der Regel mit der Form signiert. Die Signaturen auf ihren Stücken sind nicht immer sofort sichtbar, da sie manchmal mit Glasur überzogen sind. Sie fertigte Büsten, Wandtafeln, Kerzensets, Vasen und andere dekorative Artikel, darunter ein Kellner mit dem Titel Garçon und eine Kellnerin mit dem Titel Agatha (beide in drei verschiedenen Größen, von Statuette bis lebensgroß), die heute bei Sammlern begehrt sind. Zu ihren Arbeiten aus der Zeit von 1984 bis 1987 gehören Stücke mit Titeln wie
- Ruby, Vase in der Form einer weiblichen Büste
- Peking, weibliche Büste
- Rick und Rachel, männliche und weibliche Büsten
- Luba, Badezimmergarnitur mit weiblicher Figur
- Brian und Brunhilde, männliche und weibliche Kopfwandtafeln, auch als Büsten
- Bonnie, weibliche Statuette
- Ted, Statuette eines Kricketspielers
- Mantis, Tischlampe mit weiblicher Figur
- Marguerita, weibliche Kopfwandtafel
- Lillah, weibliche Büste
- Tex, weibliche Statue
- Pearl, Statue einer Sängerin
- Irmgard, weibliche Büste
- Flick, Aschenbecher
- Wick, Aschenbecher
- Rio, weibliche Büste

1987 stellte sie die Produktion ein, nachdem viele Kopien ihrer Skulpturen durch andere Firmen auf den Markt gebracht worden waren, und widmete sich wieder dem Design von Schaufensterpuppen. Weihnachten 2019 gab Lindsey ihre Werkstatt nach 40 Jahren Tätigkeit dort auf.